# Ägyptisches Museum Bonn
Das Ägyptische Museum der Universität Bonn ist eine Einrichtung der Universität Bonn und präsentiert eine Sammlung von Originalobjekten aus Altägypten.

## Geschichte
Erste Objekte für eine Sammlung ägyptischer Altertümer in Bonn wurde 1820/1821 von dem Orientalisten und Bonner Theologieprofessor Johann Martin Augustin Scholz erworben, der den preußischen Offizier Heinrich Menu von Minutoli bei dessen Ägyptenexpedition begleitete. Die Stücke gingen zuerst in den Besitz des Universitätsmuseums rheinischer Altertümer über und wurden schließlich an die Antikensammlung der Klassischen Archäologie, heute Akademisches Kunstmuseum, übergeben.
Nach seiner Gründung 1897 übernahm das Ägyptologische Seminar der Universität die Verantwortung für die Erweiterung dieser Sammlung: der erste Professor, Alfred Wiedemann, sorgte mit seinen Beziehungen in der Fachwelt für zahlreiche Schenkungen durch Ausgräber und Institute (die Funde des Naqada-Grabes stammen von Flinders Petrie). Die faktische Unterstellung der Sammlungsstücke unter die Ägyptologie erfolgte jedoch erst später, vermutlich 1928, als die Ägyptologie unter Hans Bonnet eigene Räumlichkeiten erhielten. Große Teile der Sammlung wurden im Zweiten Weltkrieg vernichtet, so z. B. Relieffragmente aus dem Pyramidentempel Sahures und aus dem Sonnenheiligtum von Niuserre, der Sarg der Nechet sowie zahlreiche Stelen und ein großer spätzeitlicher Holzsarg. Grabungen auf der Qubbet el-Hawa bei Assuan durch Elmar Edel, dem Leiter des Seminars von 1955 bis 1982, füllten den Bestand wieder auf; Schenkungen und Leihgaben ergänzten die Sammlung. Ab 1991 bemühte sich die Lehrstuhlinhaberin Ursula Rößler-Köhler um eigene Räumlichkeiten. Ab 1997 wurde der ehemalige Fechtsaal, vormals in der Universitätsgeschichte der Saal des St. Michaelsordens, als Räumlichkeit mit 290 m² zur Verfügung gestellt. Nach Renovierung und Umbauten wurde am 16. März 2001 das Ägyptische Museum der Öffentlichkeit zugänglich gemacht.
Die Öffnung der Sammlung für die Öffentlichkeit wurde durch den 1997 gegründeten Förderverein des Museums ermöglicht, der am 10. November 2007 sein zehnjähriges Bestehen feierte.
2013 übergab das Ehepaar Ursula und Karl-Heinz Preuß seine Ägyptiaca-Sammlung dem Museum. Darunter waren auch fast dreihundert steinerne Pfeilspitzen für die Lehr- und Studiensammlung des Museums.

## Das Museum heute
Das Museum ist Teil der Universität Bonn und befindet sich im östlichen Flügel des Kurfürstlichen Schlosses, der Eingang liegt neben dem Koblenzer Tor. Zentraler Teil des Museums ist die Dauerausstellung, die sich der ägyptischen Kulturgeschichte widmet. Sie stellt Gegenstände sowohl des Kult- als auch des Alltagslebens einer der ältesten menschlichen Hochkulturen aus. Regelmäßige Sonderveranstaltungen ergänzen die Dauerausstellung. Als größtes Objekt der Gesamtausstellung zeigt ein 6 × 3 m großer Wandabguss aus dem Tempel von Karnak eine Schlachtenszene; auch ein Modell des Totentempels Ramses’ III. in Medinet Habu ist Blickfänger. Im Eingangsbereich des Gebäudes im Erdgeschoss befindet sich eine Vitrine mit einem Modell der Pyramide des Djoser.

### Panorama
Im Abschnitt „Panorama“ werden in Themenvitrinen Aspekte der pharaonischen Kultur vorgestellt: Keramik, Werkzeuge, Leben und Luxus, Schrift, Pharao, Götter, Mythen, Tod und Trauer, Kunst. Die gezeigten Objekte reichen von der vordynastischen Zeit bis in die griechisch-römische Zeit. Aus pharaonischer Zeit sind mehrere Wandreliefs aus einem ägyptischen Grab, aber auch Originale persönlicher Bestattungsbeigaben und -ausstattungen wie Mumienmasken, Uschebtis und Holzfiguren gezeigt. Auch Götterfiguren, Stelen und Tiermumien sind Bestandteile dieses Ausstellungsabschnitts.

### Studiensammlung
In der Studiensammlung können die Besucher selbst auf Entdeckungsreise gehen und verschiedene Objektklassen (Keramik, Steingefäße, Skulpturen, Uschebtis, Amulette usw.) in historischer und thematischer Gruppierung bestaunen. Von besonderer Bedeutung sind die hier gezeigten Grabungsfunde von der Qubbet el-Hawa bei Assuan. Darunter befinden sich in Europa einzigartige Objekte wie die mit althieratischer Schrift beschriebenen Tontöpfen, zwei der nur an der Qubbet el-Hawa gebräuchlichen bemalten Schalen und Relikte aus einer antiken Bronzegusswerkstatt.

### Museum der Sammlungen
Im Museum der Sammlungen werden exemplarische Beispiele für die unterschiedlichen Motivationen des privaten Sammelns von Aegyptiaca gegeben. Hier sind Konvolute ausgestellt, die als Stiftungen oder Leihgaben dem Museum zur Verfügung gestellt wurden. Neben kleineren Objekten wie Uschebtis und Amuletten finden sich immer wieder herausragende Einzelstücke, die von dem ästhetischen Vergnügen künden, das die Beschäftigung mit Altägypten bereitet. Aber auch ganz einfache Fundstücke und Erinnerungen lassen für den Sammler eine imaginäre Landschaft entstehen, die er in seine Lebenswelt integriert. Selbst Nachahmungen und Fälschungen haben so ihren Sinn und ihren Wert. Damit wird ein wichtiges Element der europäischen Auseinandersetzung mit dem Orient thematisiert: dass die Beschäftigung mit diesen Dingen einer fernen und vergangenen Kultur auch heute große Bedeutung nicht nur für Wissenschaftler, sondern auch für Sammler, Besucher, Reisende und Einheimische hat.